# Невзоров, Максим Иванович
Макси́м Ива́нович Невзо́ров (1762/1763, Рязань — 27 сентября (9 октября) 1827, Москва) — поэт и публицист.
Происходил из духовного звания. Рано потерял отца. Воспитывался в Рязанской семинарии и Московском университете. В период 1779—1788 годов обучался в Московском университете на средства «Дружеского учёного общества» на медицинском и юридическом факультетах, награждён двумя золотыми медалями – обоих факультетов; благодаря покровительству Н. И. Новикова и И. В. Лопухина, был отправлен за границу для довершения образования и вернулся к 1792 году с дипломом доктора медицины Лейденского университета.
По возвращении в Россию в 1792 году был арестован по делу мартинистов и заключён в Петропавловскую крепость, впоследствии был помещён в психиатрическую лечебницу. В 1798 году был отпущен из больницы.
При Александре I он опять сблизился с масонами. С 1801 года занимал разные должности при Московском университете, с 1803 — член университетского цензурного комитета, с 1805 — начальник университетской типографии; от должности был отставлен в 1815 году за «неповиновение начальству».
Поклонник немецкой философии, обладавший большими сведениями, Невзоров не отличался поэтическим дарованием; его оды и элегии (самая ранняя — 1799 года) признаются довольно плохими. Некоторые из них опубликованы в журнале «Минерва». Несколько лучше оды, вызванные военными событиями 1812—1814 годов. Помещал он их в разных периодических изданиях.
Своей литературной известностью Невзоров обязан издававшемуся им и почти целиком им одним и составлявшемуся журналу «Друг юношества и всяких лет» (1807—1815; первоначально «Друг юношества»). Статьи журнала, посвящённые по преимуществу вопросам воспитания и образования, имели религиозно-мистический характер. Любопытно ещё его описание «Путешествия в Казань, Вятку и Оренбург в 1800 году» (1803), которое Невзоров совершил, сопровождая И. В. Лопухина во время его сенаторской ревизии. В 1813—1814 годы издавал также «Исторический статистический и географический журнал», где публиковал статьи на исторические темы.
М. И. Невзоров умер в нищете, истратив всё свое состояние на издательскую деятельность. Похоронен в Симоновом монастыре.